# Golden Nugget Companies
Golden Nugget Companies Inc. es una cadena de hoteles y casinos, fundada por Steve Wynn en el año de 1973, después que Wynn adquiriera la mayoría de las acciones del Golden Nugget en Las Vegas, Nevada. Tras la construcción del The Mirage en 1989 la compañía cambió de nombre a Mirage Resorts, Inc.
Golden Nugget Companies actualmente cuenta con 3 hoteles/casinos bajo la franquicia Golden Nugget:
- Golden Nugget Atlantic City
- Golden Nugget Las Vegas
- Golden Nugget Laughlin

## Historia
Los intereses de Wynn y la compañía, en Atlantic City no duraron mucho, debido a la frustración en las irregularidades de los juegos en Nueva Jersey, por eso después el Golden Nugget Atlantic City fue vendido a Bally's Entertainment Corporation, en la cual cambió de nombre a Bally's Grand Casino/Hotel.
- Datos: Q8964601